# Вафла
Вафлата е сухо и хрупкаво захарно изделие, най-често с правоъгълна или квадратна форма. Приготвя се от тънки слоеве кори, изпечени в специални форми (преса), които се намазват с различни видове крем или пълнеж – шоколадов или плодов крем, фъстъчено масло, тахан и мед, локум и други, и се слепват. Вафлите възникват за първи път в Холандия през VII век.
Вафлата е много популярен и често консумиран продукт в Източна Европа. Използва се за десерт, за хапване между храненията и за украса на различни сладкарски изделия.

## Етимология
Името на вафлата идва от долногерманското „wâfel/wafel“ със същото значение, етимологически свързано с горногерманското „wabo“ – медна пита.

## Видове вафли

### Тунквани вафли
С глазура или заливка – най-често от шоколад или кувертюр.

### Нетунквани вафли
Без глазура, заливка.

### Вафли с ядки
Вафли, съдържащи парченца или цели ядки.